# Copa do Nordeste 2021
La Copa do Nordeste 2021 fue la decimoctava (18.º) edición del torneo que reúne equipos de la región nordeste del país. Al igual que la Copa Verde, fue un torneo organizado por la Confederación Brasileña de Fútbol y, debido a la modificación de los criterios de clasificación para torneos internacionales, no asegura un cupo a la Copa Sudamericana pero el campeón entrará directamente a la tercera fase de la Copa de Brasil 2022.

## Sistema de juego
En la fase premilinar, ocho de los 20 equipos no campeones de sus respectivos torneos estatales se enfrentan en partidos de ida y vuelta para definir a cuatro clasificados a la fase de grupos. Los equipos que jueguen esta etapa serán definidos de acuerdo al ranking de la CBF.

### Criterios de desempate
En caso de que haya equipos empatados en puntos la fase preliminar o en la final, los criterios de desempate son:
1. Mejor diferencia de gol.
2. Tiros desde el punto penal.

En la fase de grupos, los 12 equipos restantes más los cuatro ganadores de la fase preliminar serán divididos en dos grupos de ocho equipos. Cada uno de los equipos se enfrentará a todos los equipos del otro grupo alcanzando un máximo de ocho partidos en esta fase.
Los cuatro mejores equipos de cada grupo clasificarán directamente a cuartos de final y se jugará a partido único para conocer a los semifinalistas. Luego, los dos ganadores de las series semifinales se enfrentarán en la final para definir al campeón del torneo. Las fases de cuartos de final y semifinal se disputarán en partidos únicos mientras que la final se enfrentará en partidos de ida y vuelta.
En caso de que haya equipos empatados en puntos en la tabla de cada grupo, los criterios de desempate son:
1. Mayor número de partidos ganados.
2. Mejor diferencia de gol.
3. Mayor número de goles a favor.
4. Menor número de tarjetas rojas recibidas.
5. Menor número de tarjetas amarillas recibidas.
6. Sorteo.

En caso de que haya equipos empatados en puntos en la fase de cuartos de final o semifinales, el criterio directo será los tiros desde el punto penal.
En caso de que haya equipos empatados en puntos la fase preliminar o en la final, los criterios de desempate son:
1. Mejor diferencia de gol.
2. Tiros desde el punto penal.

## Equipos participantes
Los 20 equipos clasificados son:
| Estado                      | Club                | Vía de clasificación                     |
| --------------------------- | ------------------- | ---------------------------------------- |
| Alagoas 2 cupos             | CSA                 | Ranking CBF (30.º)                       |
| Alagoas 2 cupos             | CRB                 | Campeón del Campeonato Alagoano 2020     |
| Bahía 3 cupos               | Bahia               | Campeón del Campeonato Baiano 2020       |
| Bahía 3 cupos               | Vitória             | Ranking CBF (17.º)                       |
| Bahía 3 cupos               | Atlético Alagoinhas | Subcampeón del Campeonato Baiano 2020    |
| Ceará 2 cupos               | Fortaleza           | Campeón del Campeonato Cearense 2020     |
| Ceará 2 cupos               | Ceará               | Ranking CBF (19.º)                       |
| Maranhão 2 cupos            | Moto Club           | Ranking CBF (65.º)                       |
| Maranhão 2 cupos            | Sampaio Corrêa      | Campeón del Campeonato Maranhense 2020   |
| Paraíba 2 cupos             | Botafogo-PB         | Ranking CBF (47.º)                       |
| Paraíba 2 cupos             | Treze               | Campeón del Campeonato Paraibano 2020    |
| Pernambuco 3 cupos          | Salgueiro           | Campeón del Campeonato Pernambucano 2020 |
| Pernambuco 3 cupos          | Santa Cruz          | Ranking CBF (34.º)                       |
| Pernambuco 3 cupos          | Sport Recife        | Ranking CBF (16.º)                       |
| Piauí 2 cupos               | 4 de Julho          | Campeón del Campeonato Piauiense 2020    |
| Piauí 2 cupos               | Altos               | Ranking CBF (71.º)                       |
| Rio Grande do Norte 2 cupos | ABC Natal           | Campeón del Campeonato Potiguar 2020     |
| Rio Grande do Norte 2 cupos | Globo               | Ranking CBF (59.º)                       |
| Sergipe 2 cupos             | Confiança           | Campeón del Campeonato Sergipano 2020    |
| Sergipe 2 cupos             | Itabaiana           | Ranking CBF (72.º)                       |

## Fase preliminar
- Los partidos fueron disputados entre el 16 de diciembre de 2020 y el 2 de febrero de 2021.[2]

| Fechas                             | Local en la ida     | Global | Local en la vuelta | Ida | Vuelta |
| ---------------------------------- | ------------------- | ------ | ------------------ | --- | ------ |
| 26 de enero y 2 de febrero de 2021 | Itabaiana           | 2:4    | Santa Cruz         | 2:2 | 0:2    |
| 5 y 26 de enero de 2021            | Moto Club           | 0:2    | CSA                | 0:0 | 0:2    |
| 16 y 22 de diciembre de 2020       | Atlético Alagoinhas | 1:4    | Botafogo-PB        | 1:1 | 0:3    |
| 23 y 30 de diciembre de 2020       | Altos               | 2:1    | Globo              | 2:0 | 0:1    |

## Fase de grupos

### Grupo A
| Pos. | Equipo         | Pts. | PJ | G | E | P | GF | GC | Dif. | Clasificación 2021                 |
| ---- | -------------- | ---- | -- | - | - | - | -- | -- | ---- | ---------------------------------- |
| 1    | Ceará          | 16   | 8  | 4 | 4 | 0 | 14 | 3  | +11  | Clasificado a los cuartos de final |
| 2    | Bahia          | 13   | 8  | 4 | 1 | 3 | 16 | 9  | +7   | Clasificado a los cuartos de final |
| 3    | CRB            | 13   | 8  | 3 | 4 | 1 | 10 | 6  | +4   | Clasificado a los cuartos de final |
| 4    | Sampaio Corrêa | 11   | 8  | 2 | 5 | 1 | 8  | 8  | 0    | Clasificado a los cuartos de final |
| 5    | Treze          | 9    | 8  | 2 | 3 | 3 | 7  | 10 | −3   |                                    |
| 6    | Confiança      | 8    | 8  | 1 | 5 | 2 | 5  | 6  | −1   |                                    |
| 7    | 4 de Julho     | 8    | 8  | 1 | 5 | 2 | 8  | 10 | −2   |                                    |
| 8    | Santa Cruz     | 3    | 8  | 1 | 0 | 7 | 3  | 11 | −8   |                                    |

Actualizado a los partidos jugados el 10 de abril de 2021.
 Fuente: CBF

### Grupo B
| Pos. | Equipo       | Pts. | PJ | G | E | P | GF | GC | Dif. | Clasificación 2021                 |
| ---- | ------------ | ---- | -- | - | - | - | -- | -- | ---- | ---------------------------------- |
| 1    | Fortaleza    | 17   | 8  | 5 | 2 | 1 | 9  | 4  | +5   | Clasificado a los cuartos de final |
| 2    | Vitória      | 13   | 8  | 3 | 4 | 1 | 10 | 7  | +3   | Clasificado a los cuartos de final |
| 3    | Altos        | 11   | 8  | 3 | 2 | 3 | 7  | 9  | −2   | Clasificado a los cuartos de final |
| 4    | CSA          | 11   | 8  | 2 | 5 | 1 | 10 | 9  | +1   | Clasificado a los cuartos de final |
| 5    | ABC Natal    | 10   | 8  | 2 | 4 | 2 | 9  | 9  | 0    |                                    |
| 6    | Salgueiro    | 8    | 8  | 2 | 2 | 4 | 7  | 11 | −4   |                                    |
| 7    | Botafogo-PB  | 8    | 8  | 1 | 5 | 2 | 5  | 6  | −1   |                                    |
| 8    | Sport Recife | 6    | 8  | 1 | 3 | 4 | 6  | 16 | −10  |                                    |

Actualizado a los partidos jugados el 10 de abril de 2021.
 Fuente: CBF

## Fixture
| Vitória      | 2-0 | Santa Cruz     | Barradão           | 27 de febrero | 16:00 |
| Botafogo-PB  | 0-0 | 4 de Julho     | Almeidão           | 27 de febrero | 16:00 |
| Altos        | 2-1 | Confiança      | Lindolfo Monteiro  | 27 de febrero | 18:15 |
| CSA          | 1-1 | Treze          | Rei Pelé           | 28 de febrero | 18:00 |
| Salgueiro    | 2-3 | Bahia          | Cornélio de Barros | 28 de febrero | 18:00 |
| Sport Recife | 1-1 | Sampaio Corrêa | Ilha do Retiro     | 28 de febrero | 20:00 |
| ABC          | 1-1 | Ceará          | Frasqueirão        | 1 de marzo    | 21:30 |
| Fortaleza    | 1-0 | CRB            | Castelão (CE)      | 3 de marzo    | 19:30 |

| Ceará          | 3-1 | Vitória      | Castelão (CE) | 6 de marzo | 16:00 |
| CRB            | 2-0 | Sport Recife | Rei Pelé      | 6 de marzo | 16:00 |
| Bahia          | 1-1 | Botafogo-PB  | Pituaçu       | 6 de marzo | 18:15 |
| Treze          | 1-0 | Altos        | Amigão        | 6 de marzo | 18:15 |
| Sampaio Corrêa | 0-2 | Fortaleza    | Castelão (MA) | 6 de marzo | 20:30 |
| 4 de Julho     | 1-0 | Salgueiro    | Albertão      | 7 de marzo | 15:30 |
| Santa Cruz     | 0-1 | ABC          | Arruda        | 7 de marzo | 16:00 |
| Confiança      | 2-2 | CSA          | Barretão (SE) | 7 de marzo | 20:00 |

| Salgueiro    | 1-0 | Santa Cruz     | Cornélio de Barros | 11 de marzo | 18:00 |
| Vitória      | 1-0 | Bahia          | Barradão           | 13 de marzo | 16:00 |
| Altos        | 0-0 | Ceará          | Albertão           | 13 de marzo | 16:00 |
| Fortaleza    | 1-1 | Treze          | Castelão (CE)      | 13 de marzo | 18:15 |
| ABC          | 1-1 | Confiança      | Frasqueirão        | 13 de marzo | 18:15 |
| Botafogo-PB  | 1-1 | Sampaio Corrêa | Almeidão           | 13 de marzo | 20:30 |
| CSA          | 1-1 | CRB            | Rei Pelé           | 14 de marzo | 18:00 |
| Sport Recife | 1-1 | 4 de Julho     | Ilha do Retiro     | 17 de marzo | 18:00 |

| 4 de Julho     | 0-2 | Altos        | Albertão      | 20 de marzo | 15:45 |
| Ceará          | 0-0 | Fortaleza    | Castelão (CE) | 20 de marzo | 16:00 |
| Bahia          | 4-0 | Sport Recife | Pituaçu       | 20 de marzo | 16:00 |
| Confiança      | 0-0 | Salgueiro    | Barretão (SE) | 20 de marzo | 18:15 |
| Santa Cruz     | 1-2 | CSA          | Arruda        | 20 de marzo | 18:15 |
| Sampaio Corrêa | 1-1 | Vitória      | Castelão (MA) | 20 de marzo | 20:30 |
| Treze          | 0-2 | ABC          | Amigão        | 21 de marzo | 18:00 |
| CRB            | 2-1 | Botafogo-PB  | Rei Pelé      | 21 de marzo | 20:00 |

| Altos       | 0-1 | Sampaio Corrêa | Albertão           | 23 de marzo | 15:45 |
| Sport       | 0-1 | Confiança      | Ilha do Retiro     | 23 de marzo | 19:00 |
| Fortaleza   | 0-1 | Santa Cruz     | Castelão (CE)      | 23 de marzo | 21:30 |
| CSA         | 2-0 | Bahia          | Rei Pelé           | 23 de marzo | 21:30 |
| Vitória     | 1-1 | CRB            | Barradão           | 24 de marzo | 19:30 |
| Salgueiro   | 1-0 | Treze          | Cornélio de Barros | 24 de marzo | 19:30 |
| Botafogo-PB | 1-1 | Ceará          | Almeidão           | 25 de marzo | 21:00 |
| ABC         | 2-2 | 4 de Julho     | Frasqueirão        | 7 de abril  | 19:30 |

| 4 de Julho     | 1-2 | Fortaleza    | Albertão       | 27 de marzo | 15:45 |
| Confiança      | 0-0 | Vitória      | Barretão (SE)  | 27 de marzo | 16:00 |
| Bahia          | 5-0 | Altos        | Pituaçu        | 28 de marzo | 16:00 |
| Sampaio Corrêa | 3-2 | Salgueiro    | Castelão (MA)  | 29 de marzo | 19:30 |
| CRB            | 2-0 | ABC          | Rei Pelé       | 30 de marzo | 19:30 |
| Ceará          | 2-0 | CSA          | Castelão (CE)  | 31 de marzo | 19:30 |
| Santa Cruz     | 1-2 | Sport Recife | Arruda         | 31 de marzo | 21:30 |
| Treze          | 1-0 | Botafogo-PB  | Boca do Jacaré | 1 de abril  | 15:30 |

| Fortaleza    | 2-1 | Bahia          | Castelão (CE)      | 3 de abril | 16:00 |
| Sport Recife | 0-4 | Ceará          | Ilha do Retiro     | 3 de abril | 16:00 |
| ABC          | 1-1 | Sampaio Corrêa | Frasqueirão        | 3 de abril | 18:15 |
| CSA          | 2-2 | 4 de Julho     | Rei Pelé           | 3 de abril | 18:15 |
| Altos        | 2-0 | Santa Cruz     | Albertão           | 4 de abril | 15:45 |
| Salgueiro    | 1-1 | CRB            | Cornélio de Barros | 4 de abril | 16:00 |
| Vitória      | 3-1 | Treze          | Barradão           | 4 de abril | 18:00 |
| Botafogo-PB  | 0-0 | Confiança      | Almeidão           | 5 de abril | 19:30 |

| 4 de Julho     | 1-1 | Vitória      | Lindolfo Monteiro | 10 de abril | 16:00 |
| Bahia          | 2-1 | ABC          | Pituaçu           | 10 de abril | 16:00 |
| Ceará          | 3-0 | Salgueiro    | Castelão (CE)     | 10 de abril | 16:00 |
| Confiança      | 0-1 | Fortaleza    | Batistão          | 10 de abril | 16:00 |
| Treze          | 2-2 | Sport Recife | Amigão            | 10 de abril | 16:00 |
| Sampaio Corrêa | 0-0 | CSA          | Castelão (MA)     | 10 de abril | 16:00 |
| CRB            | 1-1 | Altos        | Rei Pelé          | 10 de abril | 16:00 |
| Santa Cruz     | 0-1 | Botafogo-PB  | Arruda            | 10 de abril | 18:15 |

## Fase final
|  | Cuartos de final | Cuartos de final |           |       | Semifinales | Semifinales |  |  | Final         | Final         | Final         |
|  | 17 y 18 de abril | 17 y 18 de abril |           |       | 24 de abril | 24 de abril |  |  | 1 y 8 de mayo | 1 y 8 de mayo | 1 y 8 de mayo |
|  |                  |                  |           |       |             |             |  |  |               |               |               |
|  |                  |                  |           |       |             |             |  |  |               |               |               |
|  |                  |                  |           |       |             |             |  |  |               |               |               |
|  | Ceará            | 3                |           |       |             |             |  |  |               |               |               |
|  | Ceará            | 3                |           |       |             |             |  |  |               |               |               |
|  | Sampaio Corrêa   | 0                |           |       |             |             |  |  |               |               |               |
|  | Sampaio Corrêa   | 0                | Ceará     | 2     |             |             |  |  |               |               |               |
|  |                  |                  | Ceará     | 2     |             |             |  |  |               |               |               |
|  |                  | Vitória          | 0         |       |             |             |  |  |               |               |               |
|  | Vitória          | Vitória          | 0         | 2     |             |             |  |  |               |               |               |
|  | Vitória          |                  |           | 2     |             |             |  |  |               |               |               |
|  | Altos            | 1                |           |       |             |             |  |  |               |               |               |
|  | Altos            | 1                | Ceará     | 1     | 1 (2)       |             |  |  |               |               |               |
|  |                  |                  | Ceará     | 1     | 1 (2)       |             |  |  |               |               |               |
|  |                  | Bahia            | 0         | 2 (4) |             |             |  |  |               |               |               |
|  | Fortaleza        | Bahia            | 0         | 2 (4) | 2           |             |  |  |               |               |               |
|  | Fortaleza        |                  |           |       |             |             |  |  |               |               |               |
|  | CSA              | 1                |           |       |             |             |  |  |               |               |               |
|  | CSA              | 1                | Fortaleza | 0 (2) |             |             |  |  |               |               |               |
|  |                  |                  | Fortaleza | 0 (2) |             |             |  |  |               |               |               |
|  |                  | Bahia            | 0 (4)     |       |             |             |  |  |               |               |               |
|  | Bahia            | Bahia            | 0 (4)     | 4     |             |             |  |  |               |               |               |
|  | Bahia            |                  |           | 4     |             |             |  |  |               |               |               |
|  | CRB              | 0                |           |       |             |             |  |  |               |               |               |
|  | CRB              | 0                |           |       |             |             |  |  |               |               |               |

### Cuartos de final
| 17 de abril de 2021, 16:00 | Fortaleza                  | 2:1 (1:1) | CSA                   | Estadio Castelão, Fortaleza                                             |                                                                         |
|                            | David 15' · Bruno Melo 65' | Reporte   | Dellatorre 42' (pen.) | Asistencia: 0 espectadores Árbitro(s): Leandro Bizzio Marinho (Paraíba) | Asistencia: 0 espectadores Árbitro(s): Leandro Bizzio Marinho (Paraíba) |

| 17 de abril de 2021, 16:00 | Bahia                                                       | 4:0 (2:0) | CRB | Estadio de Pituaçu, Salvador                                               |                                                                            |
|                            | Matheus Bahia 13' · Thaciano 42' · Gilberto 57' · Rossi 69' | Reporte   |     | Asistencia: 0 espectadores Árbitro(s): Antonio Dib Moraes de Sousa (Piauí) | Asistencia: 0 espectadores Árbitro(s): Antonio Dib Moraes de Sousa (Piauí) |

| 17 de abril de 2021, 18:30 | Vitória                  | 2:1 (1:1) | Altos            | Estadio Barradão, Salvador                                       |                                                                  |
|                            | Samuel 21' · Eduardo 89' | Reporte   | Lucas Campos 25' | Asistencia: 0 espectadores Árbitro(s): Leo Simão Holanda (Ceará) | Asistencia: 0 espectadores Árbitro(s): Leo Simão Holanda (Ceará) |

| 18 de abril de 2021, 16:00 | Ceará                                                    | 3:0 (0:0) | Sampaio Corrêa | Estadio Castelão, Fortaleza                                          |                                                                      |
|                            | Bruno Pacheco 72' · Saulo Mineiro 74' · Felipe Vizeu 78' | Reporte   |                | Asistencia: 0 espectadores Árbitro(s): Marielson Alves Silva (Bahia) | Asistencia: 0 espectadores Árbitro(s): Marielson Alves Silva (Bahia) |

### Semifinales
| 24 de abril de 2021, 16:00 | Ceará                           | 2:0 (2:0) | Vitória | Estadio Castelão, Fortaleza                                                              |                                                                                          |
|                            | Vinícius Goes 19' · Messias 40' | Reporte   |         | Asistencia: 0 espectadores Árbitro(s): Zandick Gondim Alves Junior (Rio Grande do Norte) | Asistencia: 0 espectadores Árbitro(s): Zandick Gondim Alves Junior (Rio Grande do Norte) |

| 24 de abril de 2021, 20:30 | Fortaleza                                     | 0:0 (0:0) (2:4 p.)         | Bahia                                                                        | Estadio Castelão, Fortaleza                                                     |                                                                                 |
|                            |                                               | Reporte                    |                                                                              | Asistencia: 0 espectadores Árbitro(s): Denis da Silva Ribeiro Serafim (Alagoas) | Asistencia: 0 espectadores Árbitro(s): Denis da Silva Ribeiro Serafim (Alagoas) |
|                            |                                               | Tiros desde el punto penal |                                                                              |                                                                                 |                                                                                 |
|                            | Bruno Melo · Lucas Crispim · Éderson · Robson |                            | Gilberto · Matheus Galdezani · Rodriguinho · Juninho Capixaba · Germán Conti |                                                                                 |                                                                                 |

### Final
| 1 de mayo de 2021, 16:00 | Bahia | 0:1 (0:0) | Ceará               | Estadio de Pituaçu, Salvador                                               |                                                                            |
|                          |       | Reporte   | Jael Ferreira 90+2' | Asistencia: 0 espectadores Árbitro(s): Antonio Dib Moraes de Sousa (Piauí) | Asistencia: 0 espectadores Árbitro(s): Antonio Dib Moraes de Sousa (Piauí) |

| 8 de mayo de 2021, 16:00 | Ceará                                      | 1:2 (0:0) (2:4 p.)         | Bahia                                                                           | Estadio Castelão, Fortaleza                                                     |                                                                                 |
|                          | Jael Ferreira 83'                          | Reporte                    | Rodriguinho 63' (pen.) · Gilberto 70'                                           | Asistencia: 0 espectadores Árbitro(s): Denis da Silva Ribeiro Serafim (Alagoas) | Asistencia: 0 espectadores Árbitro(s): Denis da Silva Ribeiro Serafim (Alagoas) |
|                          |                                            | Tiros desde el punto penal |                                                                                 |                                                                                 |                                                                                 |
|                          | Lima · Jorginho · Marlon · Fernando Sobral |                            | Rodriguinho · Matheus Galdezani · Thonny Anderson · Lucas Araújo · Germán Conti |                                                                                 |                                                                                 |

| Campeón 2021 Copa do Nordeste |
| Bandera del estado de Bahía   |
| ----------------------------- |
| Bahia (4.º título)            |

## Goleadores
- Actualizado el 8 de mayo de 2021.

| Jugador        | Club    | Goles |
| -------------- | ------- | ----- |
| Gilberto       | Bahia   | 8     |
| Dellatore      | CSA     | 6     |
| Samuel         | Vitória | 5     |
| Saulo Mineiro  | Ceará   | 4     |
| João Leonardo  | Treze   | 4     |
| Wallyson       | ABC     | 4     |
| Lucão do Break | CRB     | 4     |